# 81e méridien est
En géographie, le 81e méridien est est le méridien joignant les points de la surface de la Terre dont la longitude est égale à 81° est.

## Géographie

### Dimensions
Comme tous les autres méridiens, la longueur du 81e méridien correspond à une demi-circonférence terrestre, soit 20 003,932 km. Au niveau de l'équateur, il est distant du méridien de Greenwich de 9 017 km,.
Avec le 99e méridien ouest, il forme un grand cercle passant par les pôles géographiques terrestres.

### Régions traversées
En commençant par le pôle Nord et descendant vers le sud au pôle Sud, Le 81e méridien est passe à travers:
| Coordonnées          | Pays, territoire ou mer | Notes |
| -------------------- | ----------------------- | --- |
| 90° 00′ N, 81° 00′ E | Océan Arctique          | |
| 81° 07′ N, 81° 00′ E | Mer de Kara             | |
| 73° 34′ N, 81° 00′ E | Russie                  | Kraï de Krasnoïarsk |
| 72° 24′ N, 81° 00′ E | Golfe de l'Ienisseï     | |
| 71° 56′ N, 81° 00′ E | Russie                  | Kraï de Krasnoïarsk Iamalie — à partir de 69° 12′ N, 81° 00′ E Khantys-Mansis — from 63° 09′ N, 81° 00′ E Oblast de Tomsk — à partir de 60° 46′ N, 81° 00′ E Oblast de Novossibirsk — à partir de 56° 31′ N, 81° 00′ E Krai de l'Altai — à partir de 54° 17′ N, 81° 00′ E |
| 51° 12′ N, 81° 00′ E | Kazakhstan              | |
| 45° 10′ N, 81° 00′ E | Chine                   | Xinjiang Tibet — à partir de 35° 19′ N, 81° 00′ E |
| 30° 16′ N, 81° 00′ E | Inde                    | Uttarakhand — sur environ 7 km |
| 30° 12′ N, 81° 00′ E | Népal                   | |
| 28° 27′ N, 81° 00′ E | Inde                    | Uttar Pradesh, passe juste à l'est de Lucknow à 26° 51′ N, 80° 57′ E Madhya Pradesh — à partir de 24° 56′ N, 81° 00′ E Chhattisgarh — à partir de 22° 07′ N, 81° 00′ E Telangana — à partir de 17° 53′ N, 81° 00′ E Andhra Pradesh — à partir de 17° 11′ N, 81° 00′ E     |
| 15° 44′ N, 81° 00′ E | Océan Indien            | Golfe du Bengale |
| 8° 56′ N, 81° 00′ E  | Sri Lanka               | |
| 6° 06′ N, 81° 00′ E  | Océan Indien            | |
| 60° 00′ S, 81° 00′ E | Océan Austral           | |
| 67° 52′ S, 81° 00′ E | Antarctique             | Territoire antarctique australien revendiqué par Australie |